# باول بورغس
باول بورغس (بالإنجليزية: Paul Burgess)‏ هو موسيقي بريطاني، ولد في 28 سبتمبر 1950 في مانشستر في المملكة المتحدة.

## وصلات خارجية
- باول بورغس على موقع ميوزك برينز (الإنجليزية)
- باول بورغس على موقع أول ميوزيك (الإنجليزية)
- باول بورغس على موقع ديسكوغز (الإنجليزية)